# Swetoslaw Schiwarow
Swetoslaw Schiwarow (auch Svetoslav Shivarov geschrieben, bulgarisch Светослав Шиваров; * 7. Februar 1944 in Sosopol) ist ein bulgarischer Politiker und Jurist. 1993 wurde er Vorsitzender des Rates der Bulgarischen Volksunion der Bauern „Aleksandar Stambolijski“. 1995 wurde Schiwarow als Abgeordneter in das 37. bulgarische Parlament gewählt. Zwischen 1995 und 1997 war er Vorsitzender des parlamentarischen Ausschusses für Menschenrechte.
Vom 23. Januar bis 10. Juni 1996 war Schiwarow Minister für Landwirtschaft und Lebensmittelindustrie in der Regierung von Schan Widenow. 